# Ciencia en Mesoamérica
Ciencia en Mesoamérica, una de las más desarrolladas culturas de Mesoamérica en cuestión de ciencia fueron los mayas. Las lenguas mayas, al igual que otras lenguas de Mesoamérica, tienen un sistema vigesimal para contar. Los mayas fueron los primeros en desarrollar una notación vigesimal compacta que además usaba un signo especial para el numeral cero. Los mayas también crearon un sistema de escritura, utilizado principalmente para la documentación y con fines religiosos. Crearon un calendario acorde a sus creencias.  
Los olmecas tuvieron gran influencia en el desarrollo de la escritura maya y el sistema de notación vigesimal para la numeración, ya que se integraba el principio aditivo y el valor posicional. Esta cultura también desarrolló un calendario, la escritura y la epigrafía. Se caracteriza mayormente por la creación de las Cabezas Olmecas, hechas de basalto y alfarería.
Los calendarios establecidos por los aztecas lograron una precisión mayor incluso que la del calendario gregoriano de 1582. El calendario civil azteca, llamado xihuitl y basado en el calendario maya, tenía 360 días; mientras que su calendario religioso, el tonalpohualli o 'cuenta de los días', tenía 260 días. El siglo azteca se componía de 52 años y la última reforma fue llevada a cabo por Moctezuma Ilhuicamina. Para los mayas, en cambio, su calendario civil, el Haab tenía 365 días y el Tzolkin, su calendario religioso, tenía 260. La astronomía maya fue una de las más avanzadas de su tiempo y logró estudiar las características de Venus.
Los zapotecas tuvieron desarrollos científicos y tecnológicos, como un sistema de escritura que combinaba en parte ideográfico y en parte fonético. Igualmente son conocidos por su gran construcción de Monte Albán. 
La medicina mesoamericana se basaba en la herbolaria y las infusiones aunque, al igual que en la Europa medieval, se pensaba que los padecimientos eran obra de entes sobrenaturales.